# NGC 2290
NGC 2290 je galaksija u zviježđu Blizancima.

## Vanjske poveznice
- SEDS: NGC 2290